# Algodão de Jandaíra
Algodão de Jandaíra est une ville brésilienne de l'est de l'État de la Paraíba, créée en 1994 à la suite de sa séparation avec la commune de Remigio.
Selon le recensement IBGE de 2010, sa population est de 2366 habitants. La municipalité s'étend sur 220 km2.

## Histoire
La ville d'Algodão de Jandaíra fut créée le 29 avril 1994, se séparant ainsi de la ville de Remigio. Elle fut nommée ainsi en mémoire de la ferme Jandaíra, qui était une ancienne plantation de coton, située exactement sur la commune. Elle appartenait à l'époque à la municipalité d'Areia.
A l'origine, le terrain où se trouve la municipalité était le temple du village, par lequel tous les indiens des villages Queimadas passaient.
Les premiers colons européens furent certains membres de la famille Barbosa Freire, qui se sont installés vers 1778 sur le bord d'une lagune, connue aujourd'hui sous le nom de Lagoa dos Remédios.